# James Ingram McDonald
James Ingram McDonald (* 11. Juni 1865 in Tokomairiro, Otago; † 13. April 1935 in Tokaanu) war ein neuseeländischer Maler, Filmemacher, Museumsdirektor und Kulturbotschafter.

## Leben und Wirken
James McDonald begann bereits früh, zu malen, und nahm als junger Mann Kunstunterricht in Dunedin bei James Nairn, Nugent Welch und Girolamo Pieri Nerli. Er setzte sein Kunststudium im australischen Melbourne fort, kehrte aber 1901 wieder nach Neuseeland zurück, wo er als Fotograf arbeitete. Ab 1905 war er Museumsassistent und Zeichner im Kolonialmuseum (dem späteren Dominion-Museum). Er begann, Filme über verschiedene landschaftliche Sehenswürdigkeiten zu drehen. Im Museum war er verantwortlich für die Aufrechterhaltung der fotografischen Sammlung und die Herstellung von Gemälden, Zeichnungen und Fotografien für die Bulletins des Dominion Museums.

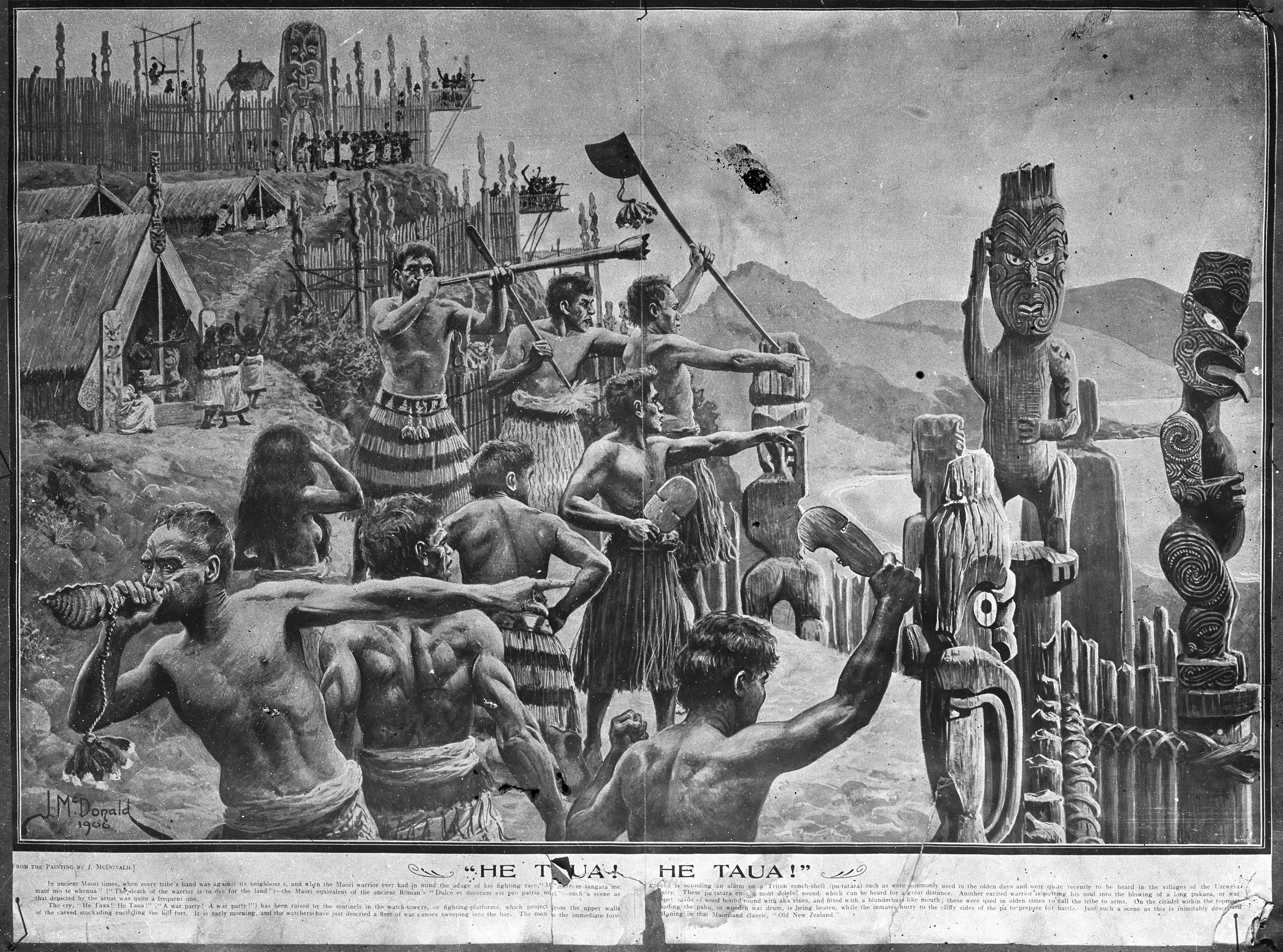
Ein Gemälde von James McDonald: „He taua! He taua“, gemalt um 1906

Er begann, Informationen über Stammesüberlieferungen der Maori zu sammeln. Seine Filme zeigen Poi-Tänze und Webkunst. Er war wohl der früheste bekannte ethnographische Filmemacher in Neuseeland. 1920 filmte er die Versammlung der Maori-Stämme in Rotorua, als diese Edward, Prince of Wales begrüßten, und andere Aspekte der königlichen Reise. Er filmte traditionelle Fertigkeiten und Aktivitäten, einschließlich des Baus von Fischnetzen und Fallen, des Webens, des Grabens von Kumara-Lagern und des Kochens von Speisen in einem Hangi. Die meisten seiner oft unbearbeiteten und fragmentarischen Negative wurden erst 1986 nach der Restaurierung durch das neuseeländische Filmarchiv bekannt.
1914 wurde er aufgrund des schlechten Gesundheitszustandes des Amtsinhabers, J. A. Thomson, interimistisch zum Direktor des Dominion-Museums ernannt. Zu seinen Aufgaben gehörte unter anderem die Gestaltung des neuseeländischen Wappens, für das am 26. April 1911 der königliche Auftrag erteilt wurde. Er wurde im August 1918 zum Assistant Censor of Kino-Filmen ernannt und erfüllte dieses Amt acht Jahre lang.
Im Jahr 1926 wurde James McDonald in den Vorstand der Maori Arts berufen, und im selben Jahr trat er von seinen Ämtern im Museum zurück. Er zog nach Tokaanu, wo er half, die Te Tuwharetoa School für Maori-Kunst und -Handwerk aufzubauen. Seine Ziele waren die Wiederbelebung traditioneller Kunst, die in Gefahr war verloren zu gehen, und die Ermutigung der Maori von Ngati Tuwharetoa, Kunsthandwerk für den Verkauf im In- und Ausland herzustellen. Die Schule erhielt keine staatlichen Subventionen, so dass McDonald und seine Familie unter erheblichen finanziellen Schwierigkeiten litten. McDonald erwarb gegenseitiges Vertrauen und tiefen Respekt von lokalen Maori.
Die von ihm gegründete Kunstgewerbeschule existiert nicht mehr, aber zahlreiche Beispiele von McDonalds Arbeiten sind erhalten geblieben. Viele Hundert seiner fotografischen Negative werden vom Museum of New Zealand Te Papa Tongarewa aufbewahrt. Es gibt Drucke seiner Werke in den Sammlungen der Alexander Turnbull Library und des Bernice P. Bishop Museums in Hawaii. Die vier ethnographischen Filme, die er gedreht hat, sind in der Sammlung des neuseeländischen Filmarchivs Nga Kaitiaki oder Nga Taonga Whitiahua erhalten.

## Familie
Am 29. April 1891 heiratete er Mary (May) Brabin und hatte mit ihr drei Töchter: Marjorie, Flora und Dorothy sowie einen Sohn, Donald Douglas. Auf der Heiratsurkunde gab James seine Tätigkeit als Buchhalter an, was darauf schließen lässt, dass er als Künstler nicht in der Lage war, seinen Lebensunterhalt zu verdienen.